# TRD (Renfe)

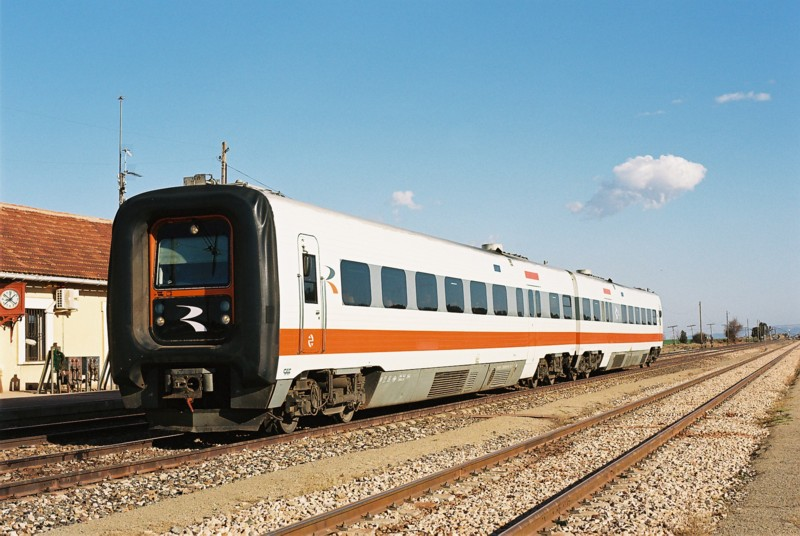
Servicio TRD servido por un serie 594.

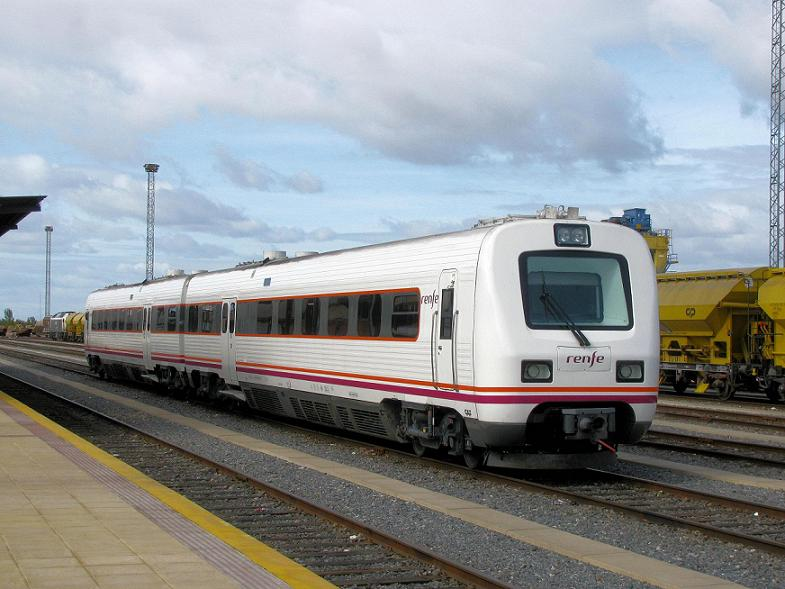
Servicio TRD servido por un serie 594 reformado.

TRD (Tren Regional Diésel) era un servicio ferroviario de Media Distancia convencional que Renfe Operadora realizaba en España.
De gama media y baja capacidad, todos los servicios de este tipo eran realizados con trenes de la serie 594.

## Servicio
Los trenes de la serie 594 disponen de una serie de mejoras con respecto a los trenes regionales anteriores que hicieron que las líneas operadas por este tipo de trenes fueran denominadas con el nuevo servicio TRD para poder distinguirlas de las líneas regionales con menores prestaciones. Los trenes posteriores también tienen prestaciones diferentes, por lo que la denominación TRD quedó restringida a los servicios realizados con esta serie.
Los servicios TRD disponían de una velocidad máxima de 160 km/h y servicio adaptado a personas de movilidad reducida, mayor confort que en series anteriores y se detenían sólo en las principales estaciones de la línea. Su tarifa era intermedia entre los servicios de Media Distancia y disponían de clase única. Anteriormente circularon por líneas de alta velocidad mediante cambio de ancho.

## Recorridos
Actualmente, Renfe Operadora no denomina oficialmente ninguno de sus servicios como TRD. Siendo el último que se recuerda el que discurría entre Madrid-Chamartín y Soria.

### Antiguas rutas
Los servicios TRD realizaron numerosas rutas que posteriormente fueron sustituidas por servicios R-598, MD e Intercity realizados con trenes más modernos. Estos recorridos eran:
| - Sevilla-Málaga - Sevilla-Granada-Almería - La Coruña-Monforte de Lemos | - Salamanca-Madrid - La Coruña-Vigo - La Coruña-Ferrol | - Madrid-Mérida - Valladolid-Puebla de Sanabria - Calatayud-Zaragoza-Huesca | - Valencia-Teruel-Zaragoza-Jaca | - Cieza-Murcia-Cartagena |